# Tove Almqvist
Tove Almqvist (Nyköping, 5 gennaio 1996) è una calciatrice svedese, centrocampista del Djurgården.
Con la maglia della nazionale svedese Under-19 si è laureata campione d'Europa nel 2015.

## Biografia
È sorella maggiore di Pontus Almqvist, anch'egli calciatore.

## Carriera

### Club
Tove Almqvist si appassiona al calcio fin dalla giovane età, decidendo di tesserarsi con l'IFK Nyköping, società polisportiva della cittadina dove risiede che gestisce tra le altre formazioni di calcio femminile; dopo aver giocato nelle sue formazioni giovanili, coglie l'occasione offertale dal Linköping per giocare in Damallsvenskan, il livello di vertice del campionato svedese di categoria, dalla stagione 2014.
Da allora fino al 2019 ha vestito la maglia della società di Linköping, vincendo in tre anni due Svenska Cupen, rispettivamente le edizioni 2013-2014 e 2014-2015, e due campionati, nel 2016 e nel 2017.

### Nazionale
Almqvist viene chiamata dalla Federazione calcistica della Svezia (Svenska Fotbollförbundet - SvFF) per vestire la maglia della nazionale Under-19, squadra con la quale si laurea campione d'Europa in Israele nel 2015 battendo in finale per 3-1 le avversarie della Spagna.

## Palmarès

### Club
- Campionato svedese: 2

Linköping: 2016, 2017
- Coppa di Svezia: 2

Linköping: 2013-2014, 2014-2015

### Nazionale
- Campionato europeo femminile under 19 di calcio: 1

2015